# Luise Brunner
Pour les articles homonymes, voir Brunner.
Luise Brunner, née le 25 août 1908 à Aidhausen et morte le 8 décembre 1977, est l'une des rares femmes à avoir atteint le grade de Oberaufseherin en français : « surveillante supérieure » dans un camp de concentration nazi.
Elle fait partie des quelques dizaines de femmes qui ont gardé les camps d'Auschwitz-Birkenau.
Elle a été condamnée à trois ans de prison lors de l’un des procès de Ravensbrück.